# Alstondwergbuidelrat
De Alstondwergbuidelrat (Marmosa (Micoureus) alstoni)  is een opossum uit de familie van de Didelphidae.

## Verspreiding
Voorheen werd gedacht dat de Alstondwergbuidelrat voorkwam van Belize tot in noorden van Colombia. Genetisch en morfologisch onderzoek in 2021 liet echter zien dat er ten minste vijf zelfstandige soorten te onderscheiden zijn, die samen met de Alstoni-groep vormen. De Alstondwergbuidelrat zelf komt alleen voor in de centrale hooglanden van Costa Rica. Het bewoont regenwouden van 700 tot 1.750 meter hoogte in de Cordillera de Tilarán en Cordillera Central.
In het noorden van Costa Rica en in Nicaragua komt Marmosa nicaraguae voor, terwijl Marmosa adleri in Panama voorkomt. Van de vermeende Alstondwergbuidelratten uit noordelijk Midden-Amerika en het noordwesten van Zuid-Amerika zijn onvoldoende data beschikbaar om ze in te delen in een zelfstandige soort, waarbij de zogenoemde "Chocó-vorm" in het westen van Colombia en Ecuador voorkomt.

## Uiterlijk
De Alstondwergbuidelrat heeft een wollige vacht die grijs van kleur is. De lengte bedraagt circa 18 tot 19,5 cm met een gewicht van ongeveer 100 tot 155 gram. Het dier heeft een lange grijpstaart met een lengte van 24 tot 27 cm, die aan de basis bruin is en verder wit. Net als de andere dwergbuidelratten heeft de Alstondwergbuidelrat geen buidel.

## Leefwijze
De Alstondwergbuidelrat is een nachtactief dier dat solitair en in bomen leeft. Deze buidelrat voedt zich met name met insecten en fruit. Daarnaast worden ook kleine gewervelden en eieren wel gegeten. Overdag houdt de Alstondwergbuidelrat zich op in een verlaten vogelnest of in een zelf gemaakt nest van bladeren in kleine bomen of holen in de grond.